# Das dreckige Dutzend
Das dreckige Dutzend (Originaltitel: The Dirty Dozen)  ist ein US-amerikanischer Kriegsfilm aus dem Jahre 1967, der von Robert Aldrich nach dem gleichnamigen Roman von E. M. Nathanson (erschienen 1965 bei Random House, New York; deutsche Ausgabe 1967 bei Knaur) inszeniert wurde.

## Handlung
England, März 1944: Wegen seiner unkonventionellen Methoden ist der amerikanische Major Reisman bei seinen Vorgesetzten schlecht angesehen. Dennoch erhält er den Auftrag, eine Bewährungseinheit auszubilden, die hinter den feindlichen Linien ein Schloss angreifen soll, in dem sich deutsche Wehrmachtsoffiziere zur Erholung aufhalten. Den gefährlichen Auftrag sollen zwölf amerikanische Militärangehörige ausführen, die wegen schwerer Verbrechen in einem amerikanischen Militärgefängnis in England einsitzen und zum Tode oder zu langjährigen Freiheitsstrafen verurteilt wurden. Im Gegenzug wird ihnen lediglich vage eine mögliche Strafmilderung versprochen.
Reisman trifft die zwölf ihm zugeteilten Männer, die zunächst nicht bereit sind, sich weiter der militärischen Disziplin zu unterwerfen. Doch der Major, ein harter Schleifer, macht ihnen schnell klar, dass sie sich keine Unregelmäßigkeiten erlauben können. In einem Ausbildungslager wird das Kommando mit Hilfe des Militärpolizisten Sergeant Bowren auf den Einsatz vorbereitet. Zunächst sträuben sich die Männer noch, und vor allem der zum Tode verurteilte Soldat Franko macht Reisman ein ums andere Mal das Leben schwer. Nachdem dieser sich über kaltes Wasser zum Rasieren beschwert hat, wird allen Männern das Rasier- und Waschzeug abgenommen, weshalb sie das titelstiftende „dreckige Dutzend“ genannt werden.
Der harte Drill schweißt die Männer, die bis dahin alle egoistische Individualisten waren, allmählich zu einer verschworenen Gruppe zusammen. Dazu trägt auch bei, dass bereits der Verstoß eines Einzelnen gegen die Regeln dazu führen würde, dass der Auftrag abgebrochen und alle Männer zur Verbüßung ihrer Strafen ins Gefängnis zurückmüssten.
Gegen Ende ihrer 6-wöchigen Ausbildung werden die Männer zum Fallschirmtraining in eine Einrichtung geschickt, die von Reismans Intimfeind, Colonel Breed, kommandiert wird. Breed unternimmt mehrere erfolglose Versuche, Reismans Mission aufzudecken. Schließlich versucht Breed, mit seinen Männern das Trainingscamp zu besetzen, scheitert aber und wird gedemütigt. Reismann muss sich dafür und auch für die Organisation des Besuchs einer Gruppe von Prostituierten im Camp, um seinen Männern noch einen schönen Abend vor dem Einsatz zu verschaffen, vor seinen Vorgesetzten verantworten. Er kann aber erreichen, dass der Einsatz nicht abgebrochen wird, wenn sich die Männer in einem Manöver beweisen und dort Breeds Stab gefangen nehmen. Durch trickreiche Art und Weise gelingt dem Dutzend dann auch dieses Unterfangen.
Das Spezialkommando mitsamt den Ausbildern Reisman und Bowren springt in Frankreich hinter den feindlichen Linien ab. Bereits bei der Landung bricht sich Jiminez das Genick. Nach einem genau festgelegten Plan infiltrieren die Männer das Wehrmachtsschloss. Als der psychopathische Frauenhasser Maggott im Schloss auf eine Frau trifft und durchdreht, bricht Chaos aus. Die Wehrmachtsoffiziere und ihre Begleiterinnen flüchten in einen unterirdischen Luftschutzbunker. In den folgenden Kämpfen kommen nach und nach elf der zwölf Männer um. Trotzdem können sie mit Hilfe von Benzin und Handgranaten den Bunker sprengen und die Insassen töten. Reisman und Bowren entkommen mit knapper Not. Von dem „dreckigen Dutzend“ überlebt nur Wladislaw, der daraufhin wieder als vollwertiges Mitglied in die Armee aufgenommen wird.

## Entstehung/Infos
- Die Rolle des Major Reisman sollte eigentlich von John Wayne gespielt werden. Da Wayne nicht verfügbar war, übernahm Lee Marvin den Part.
- Das französische Schloss wurde für den Film extra als Kulisse gebaut und zählt zu den größten je konstruierten Filmsets. Die Kulisse war so solide, dass sie sich nicht wie vorgesehen in die Luft sprengen ließ.
- Von den Hauptdarstellern dienten fünf im Zweiten Weltkrieg: Marvin, Bronson, Borgnine, Savalas und Clint Walker.
- Der Film wurde zwischen dem 25. April und 13. Oktober 1966 in den MGM British Studios in Borehamwood gedreht.

## Erfolg und filmgeschichtliche Bedeutung
Das dreckige Dutzend wurde zu einem der großen Kinoerfolge des Jahres 1967 und spielte allein in den USA über 45 Millionen US-Dollar ein. Er gilt als einer der bedeutendsten Kriegsfilme, war aber auch wegen seiner ungewöhnlichen Härte umstritten. Mitte der 1980er Jahre wurden für das Fernsehen mehrere Fortsetzungen gedreht, in denen einige Darsteller des Originalfilms mitwirkten.
Der Filmtitel wurde eine bekannte umgangssprachliche Redewendung. Beispielsweise wird die Gruppe von IBM-Ingenieuren, die um 1980 den PC entwickelt hat, als dreckiges Dutzend bezeichnet. Am 1. Juni 2003 sollte auf dem SPD-Parteitag die Agenda 2010 beschlossen werden. Die zwölf Parteitagsdelegierten, die sich gegen die Agenda engagierten, wurden von wenig wohlwollenden Parteifreunden ebenfalls als dreckiges Dutzend bezeichnet.
Als am 19. April 2021 zwölf namhafte Fußballclubs den Plan bekanntgaben, eine Superliga (The Super League) zu gründen, erhielten sie in sozialen Medien schnell den Beinamen dreckiges Dutzend.
Das dreckige Dutzend war einer der letzten Filme, in denen Charles Bronson eine Nebenrolle spielte. 1981 traf er in Yukon wieder auf Lee Marvin, stand diesmal aber an erster Stelle der Besetzungsliste. Telly Savalas und Donald Sutherland waren 1970 auch in dem Film Stoßtrupp Gold zu sehen, in dem Filme wie Das dreckige Dutzend parodiert wurden. In Schlaflos in Seattle (1992) wird in humoriger Weise auf den legendären „Männerfilm“ Das dreckige Dutzend Bezug genommen.
In der Originalversion des Films Small Soldiers werden die Soldaten der Commando Elite von den Schauspielern aus Das dreckige Dutzend gesprochen.

## Kritiken
„Ein perfekt inszenierter, ebenso düsterer wie brutaler Kriegs-Thriller mit imponierenden schauspielerischen Leistungen, der jedoch Erschütterung allenfalls durch die demonstrative Abwesenheit einer moralischen und psychologischen Vertiefung und Bewertung auslöst.“

„Der aufwendig und recht geschickt gestaltete Film ist nicht ohne Kritik an militärischen Auffassungen, doch bleibt es fraglich, ob jeder Zuschauer sie sieht. Deshalb nur für Erwachsene und das nicht ohne Einschränkung.“

## Auszeichnungen
Der Film gewann einen Oscar für die besten Soundeffekte. Außerdem waren der Ton, Schnitt und John Cassavetes als bester Nebendarsteller nominiert. Cassavetes war auch für den Golden Globe nominiert. Hinzu kommen Auszeichnungen der American Cinema Editors, Photoplay Awards (Goldmedaille), Laurel Awards (Sieg für Marvin als Actiondarsteller, zweiter Platz für den Football-Spieler Jim Brown als Nebendarsteller und ein dritter Platz als bestes Action-Drama). Cassavetes ging trotz Nominierung wiederum leer aus. Auch Robert Aldrich musste sich mit einer Nominierung der Directors Guild of America begnügen.

## DVD
Die deutschsprachige DVD des Films erschien im Juni 2004. Sie enthält die deutsche, englische und spanische Sprachfassung von Das dreckige Dutzend, Untertitel in diversen Sprachen, den Original US-Filmtrailer und das Making-of Operation Dirty Dozen (1967).
2006 erschien die Special Edition. Darauf enthalten sind u. a. das Making-of und als Bonus der 2. Teil Das dreckige Dutzend – Die nächste Mission. Anders als in der ersten DVD-Veröffentlichung von 2004 liegt der Film hier im originalen Kinoformat (1,85:1) vor.

## Fortsetzungen
Dem Film folgten drei Fortsetzungen, die alle für das Fernsehen produziert wurden. Den zweiten Teil inszenierte Andrew V. McLaglen. Teil drei und vier wurden von Lee H. Katzin gedreht. Einige Schauspieler wie Ernest Borgnine waren in allen Filmen mit ihrer Rolle dabei. Lee Marvin kehrte nur in der ersten Fortsetzung zurück. Telly Savalas übernahm die Hauptrolle in den letzten beiden Teilen.
- 1985: Das Dreckige Dutzend, Teil 2 (The Dirty Dozen: Next Mission)
- 1987: Das Dreckige Dutzend III – Die tödliche Mission (Dirty Dozen: The Deadly Mission)
- 1988: Das Dreckige Dutzend Teil IV (The Dirty Dozen: The Fatal Mission)

Zudem wurde 1988 eine Fernsehserie mit dem Titel Dirty Dozen: The Series produziert. Auf Grund geringer Einschaltquoten wurde sie nach sieben gesendeten Episoden abgesetzt.